# Bienvenue en prison
Pour plus de détails, voir Fiche technique et Distribution.
Bienvenue en prison (titre original : Let's Go to Prison), ou Allons en prison au Québec, est un film américain réalisé par Bob Odenkirk, sorti en 2006. Il s'agit, comme son nom le laisse penser, d'une comédie pénitentiaire. 

## Synopsis
Lorsque John Lyshitski, criminel minable ayant déjà été incarcéré à plusieurs reprises depuis son plus jeune âge (notamment pour avoir volé un chèque géant en carton et tenté de l'encaisser), sort à nouveau de prison, il a la ferme intention de se venger du juge Nelson Biederman, qu'il considère responsable de sa déchéance. Mais il apprend que ce dernier vient tout juste de mourir. Frustré, il décide de se venger sur son fils : Nelson Biederman IV. Il lui tend un piège pour le faire mettre en prison et fait en sorte d'y retourner également pour lui faire vivre un enfer. Mais tout ne se passera pas comme il l'avait prévu…

## Fiche technique
- Titre : Bienvenue en prison
- Titre québécois : Allons en prison
- Titre original : Let's Go to Prison
- Réalisation : Bob Odenkirk
- Scénario : Robert Ben Garant, Thomas Lennon et Michael Patrick Jann, d'après le livre You Are Going to Prison, de Jim Hogshire
- Production : Marc Abraham, Matt Berenson, Armyan Bernstein (en), Marcy Carsey, Debra Grieco, Caryn Mandabach, Tom Werner et Paul Young
- Sociétés de production : Carsey-Werner Company et Strike Entertainment
- Société de distribution : Universal Pictures
- Musique : Alan Elliott
- Photographie : Ramsey Nickell
- Montage : Eric L. Beason et Dennis Thorlaksen
- Décors : John Paino
- Costumes : Susan Kaufmann
- Pays d'origine :  États-Unis
- Format : couleurs - 1,85:1 - Dolby Digital - 35 mm
- Genre : comédie, policier
- Durée : 84 minutes
- Date de sortie : 17 novembre 2006 (États-Unis)

## Distribution
- Dax Shepard (VQ : Antoine Durand)[1] : John Lyshitski
- Will Arnett (VQ : Daniel Picard) : Nelson Biederman IV
- Chi McBride (VQ : Benoît Rousseau) : Barry
- David Koechner (VQ : François L'Écuyer) : Shanahan
- Dylan Baker (VQ : Marc Bellier) : Warden
- Michael Shannon (VQ : Louis-Philippe Dandenault) : Lynard
- Miguel Nino : Jesus
- Jay Whittaker : Icepick
- Amy Hill (VQ : Madeleine Arsenault) : le juge Eva Fwae Wun
- David Darlow : le juge Biederman
- Joseph Marcus : Pawn Broker
- Bob Odenkirk (VQ : Alain Zouvi) : Duane
- Nick Phalen : John à 8 ans
- A.J. Balance : John à 18 ans
- Jerry Minor : un gardien
- Mary Seibel : le vieux barman

## Autour du film
- Le tournage s'est déroulé en avril 2005 à Chicago et Joliet, dans l'Illinois.

## Bande originale
- Let's Go to Prison, interprété par Dave Allen, David Koechner et Tommy Morgan
- Si Yo Soy Feliz, interprété par Los Naranjos
- The Stroke, interprété par Billy Squier
- Move This, interprété par Technotronic et Ya Kid K
- Rubber Biscuit, interprété par The Blues Brothers
- Ain't That a Kick in the Head, interprété par Dean Martin
- Feels So Good, interprété par Chuck Mangione
- Nessun dorma, interprété par The Campagnia d'Opera Italiana Orchestra & Choir
- Adagio du Quatuor nº 1 pour flûte et cordes en ré majeur, composé par Wolfgang Amadeus Mozart et arrangé par Alan Elliott.